# San Martino di Lupari
San Martino di Lupari é uma comuna italiana da região do Vêneto, província de Pádua, com cerca de 11.424 habitantes. Estende-se por uma área de 24 km², tendo uma densidade populacional de 476 hab/km². Faz fronteira com Castelfranco Veneto (TV), Castello di Godego (TV), Galliera Veneta, Loreggia, Loria (TV), Rossano Veneto (VI), Santa Giustina in Colle, Tombolo, Villa del Conte.

## Demografia
| Variação demográfica do município entre 1861 e 2011                               |
|                                                                                   |
| Fonte: Istituto Nazionale di Statistica (ISTAT) - Elaboração gráfica da Wikipedia |